# Moszczanica (Żywiec)
Moszczanica ist ein Stadtteil von Żywiec in der Woiwodschaft Schlesien in Polen. Er liegt im Saybuscher Becken zwischen dem gleichnamigen Bach im Südwesten und dem Fluss Łękawka im Norden, 2 km nordöstlich des Stadtzentrums.

## Geschichte
Der Ort wurde im Jahr 1447 als [z] Moszczenicze erstmals urkundlich erwähnt, und später im Liber beneficiorum dioecesis Cracoviensis (1470–1480) des Historikers und Geographen Jan Długosz wurde das Dorf im districtus Zywyecz als Moszczennycza erwähnt. Der Name, ursprünglich Moszczenica, ist entweder topographisch (moszennica – Coluteocarpus bris) oder vom Wort most (Brücke) abgeleitet.
Politisch gehörte das Dorf ursprünglich zum Herzogtum Auschwitz, unter der Lehensherrschaft des Königreichs Böhmen. Das Weichbild von Żywiec mit dem Dorf wurde um Jahr 1450 aus dem Herzogtum Auschwitz herausgezogen. Endgültig gehörte es zu Polen seit 1465. Ab 1608 gehörte es zur Herrschaft Ślemień.
Bei der Ersten Teilung Polens kam das Dorf 1772 zum neuen Königreich Galizien und Lodomerien des habsburgischen Kaiserreichs (ab 1804). Ab 1782 gehörte es zum Myslenicer Kreis (1819 mit dem Sitz in Wadowice). Nach der Aufhebung der Patrimonialherrschaften bildete es nach 1850 eine Gemeinde im Bezirk Saybusch. Im Jahre 1900 hatte die Gemeinde Moszczanica mit den Ortsteilen Kocurów und Rędzina eine Fläche von 874 Hektar, mit 207 Häusern (113 in Moszczanica) und 1458 (819 in Moszczanica, 378 in Kocurów, 261 in Rędzina) Einwohnern, davon waren alle Bewohner polnischsprachig, außer Römisch-Katholiken gab es 8 Juden.
1918, nach dem Ende des Ersten Weltkriegs und dem Zusammenbruch der k.u.k. Monarchie, kam Moszczanica zu Polen.
Nach der Besetzung Polens durch die Wehrmacht im Zweiten Weltkrieg gehörte es zum Landkreis Saybusch im Regierungsbezirk Kattowitz in der Provinz Schlesien (seit 1941 Provinz Oberschlesien). 1939 hatte das Dorf 1863 Einwohner. In der Aktion Saybusch wurden in Moszczanica am 5. November 1940 74 Familien bzw. 364 Polen zwangsweise ausgesiedelt, um es mit 16 volksdeutschen Familien bzw. 61 Römisch-Katholiken aus Ostgalizien und dem Buchenland zu besiedeln. Die Reduzierung der Einwohnerzahl auf 200, die völlige Germanisierung und die Umbenennung zu Mossbach wurde damals für das Dorf geplant, aber vor Ende des Weltkriegs nicht eingeführt.
Kocurów mit dem Weiler Koleby wurden am 1. Januar 1950 nach Żywiec als Kocurów-Koleby eingemeindet, während Moszczanica und Rędzina im Jahr 1976 folgten. Der Stadtteil Moszczanica umfasst heute auch den Rest des ehemaligen Dorfs Zadziele, das 1966 mehrheitlich vom Żywiecer See geflutet wurde.

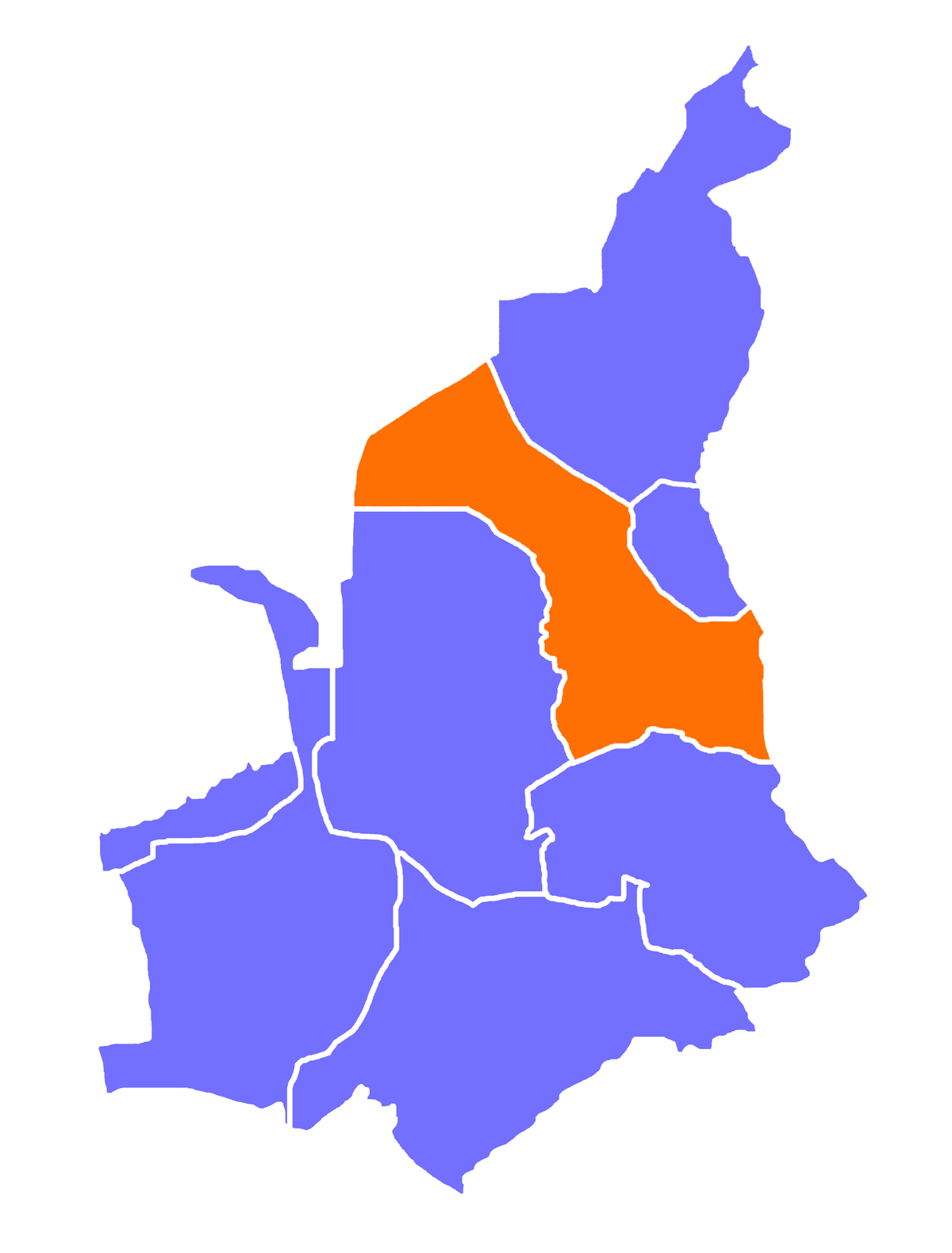
Moszczanica innerhalb der Stadt Żywiec (orange)
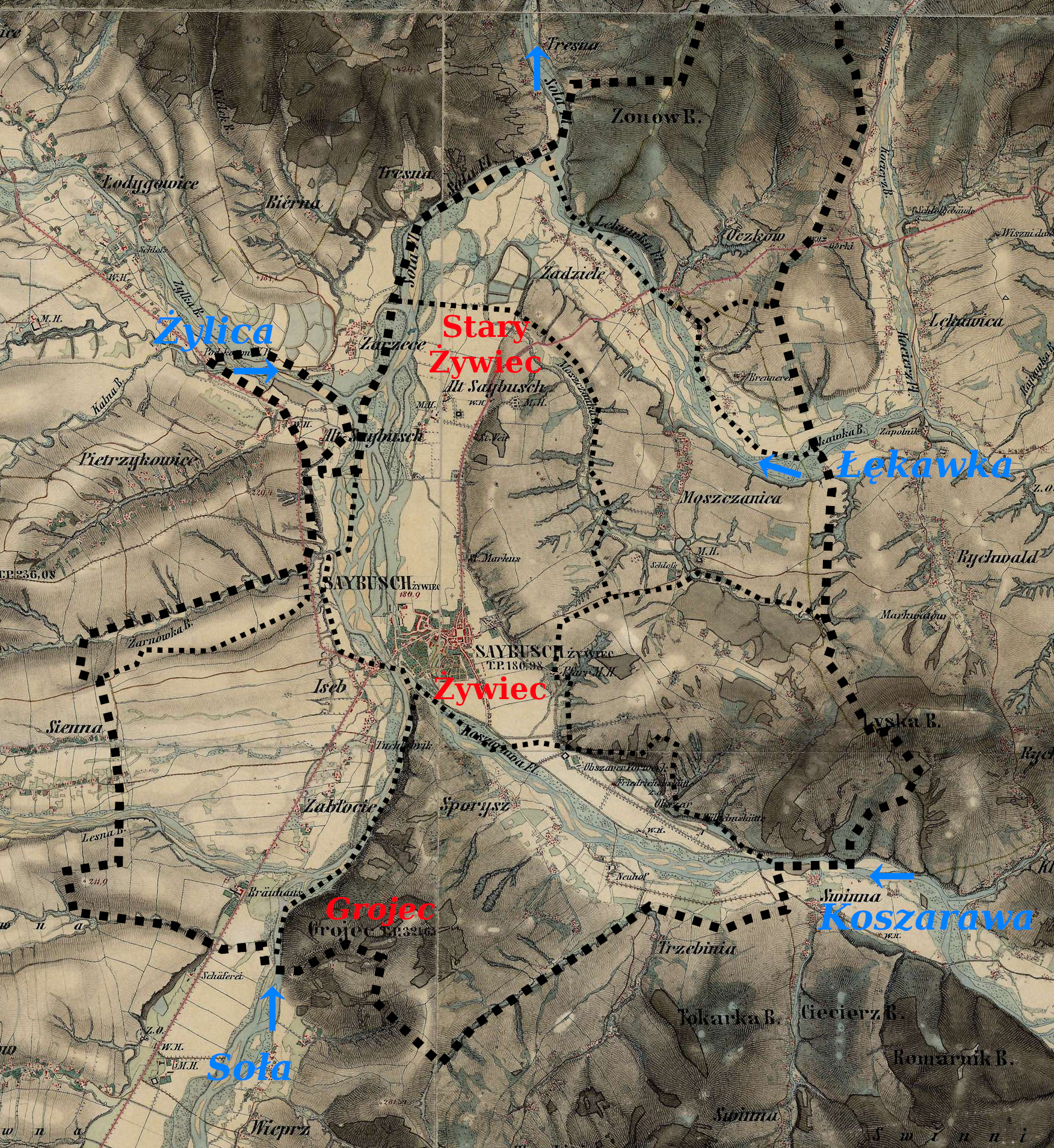
Moszczanica und Zadziele auf der Karte aus dem 19. Jahrhundert
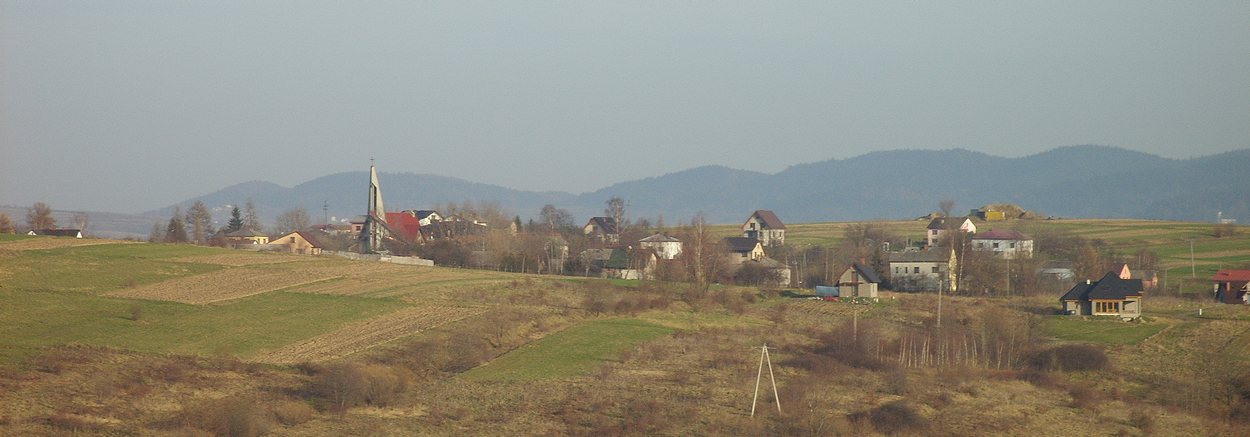
Blick auf Moszczanica
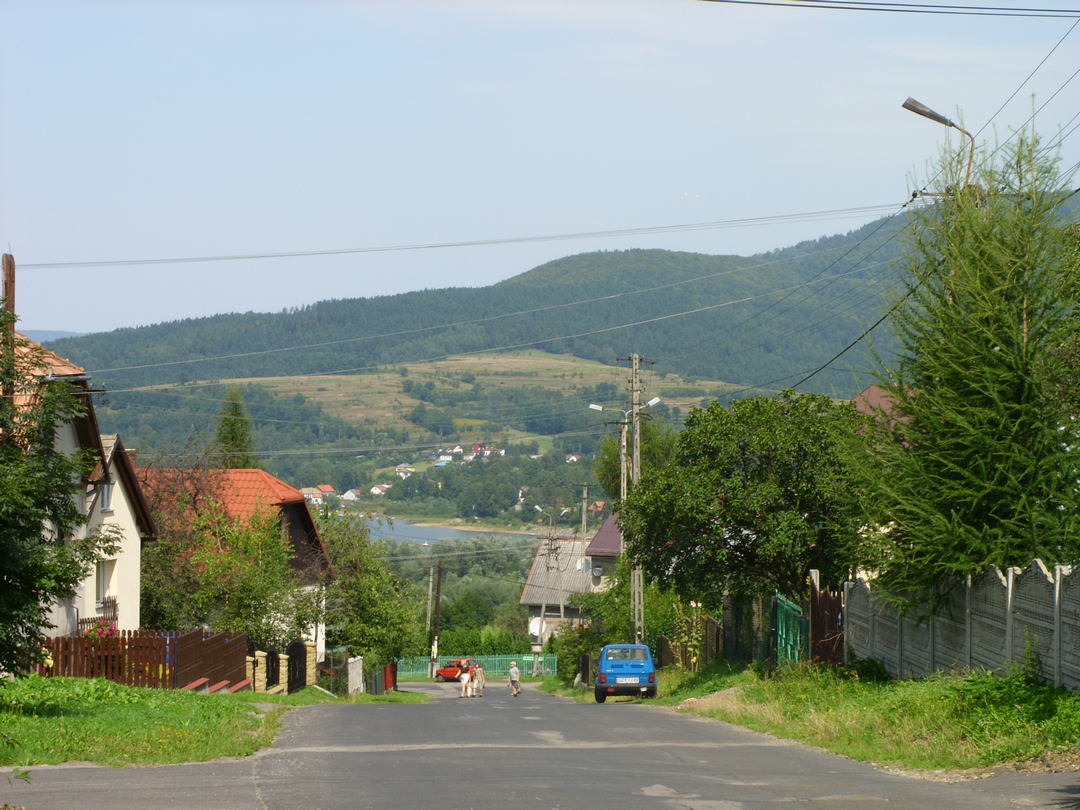
Hauptstraße
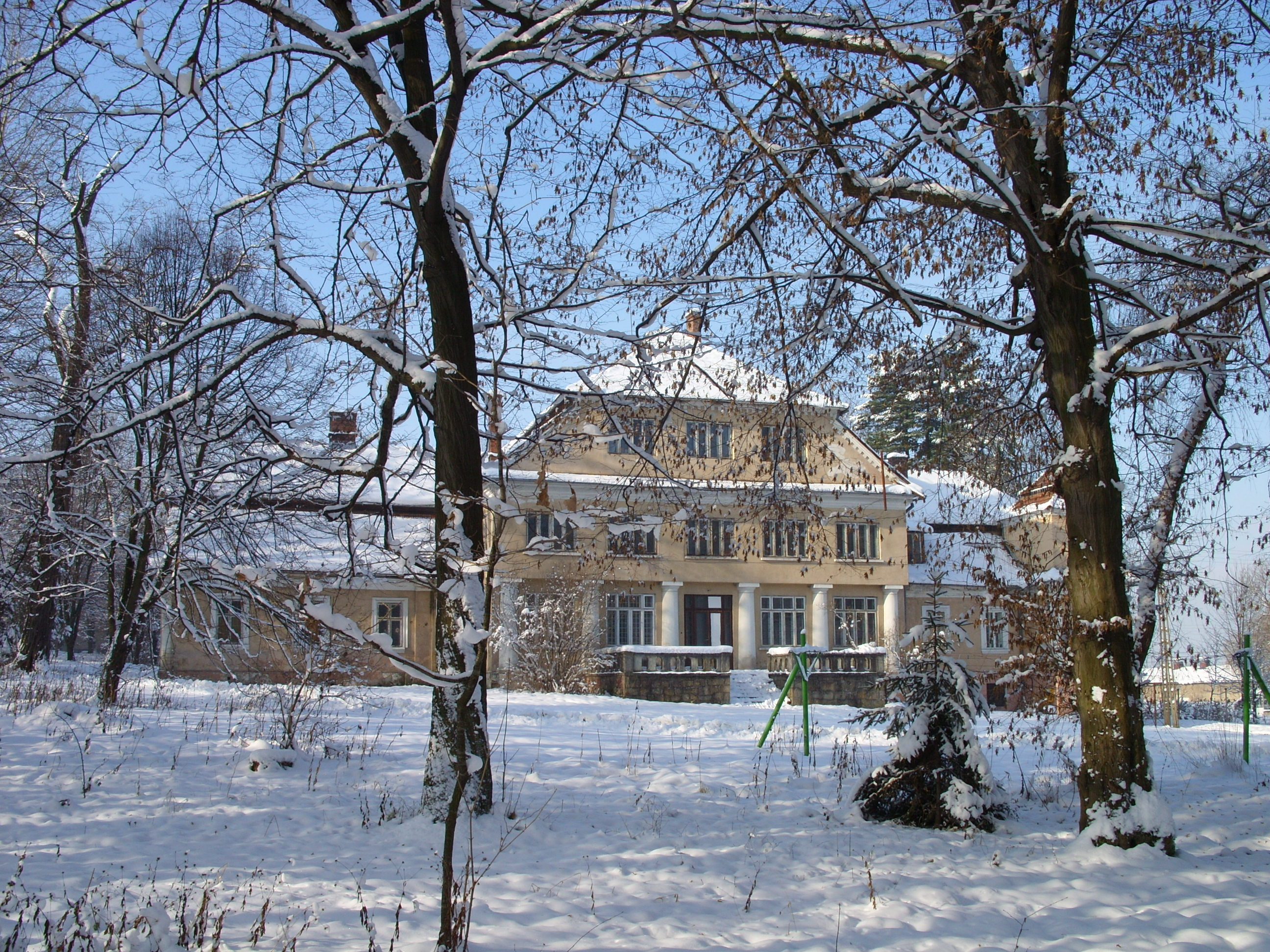
Gutshof in Moszczanica
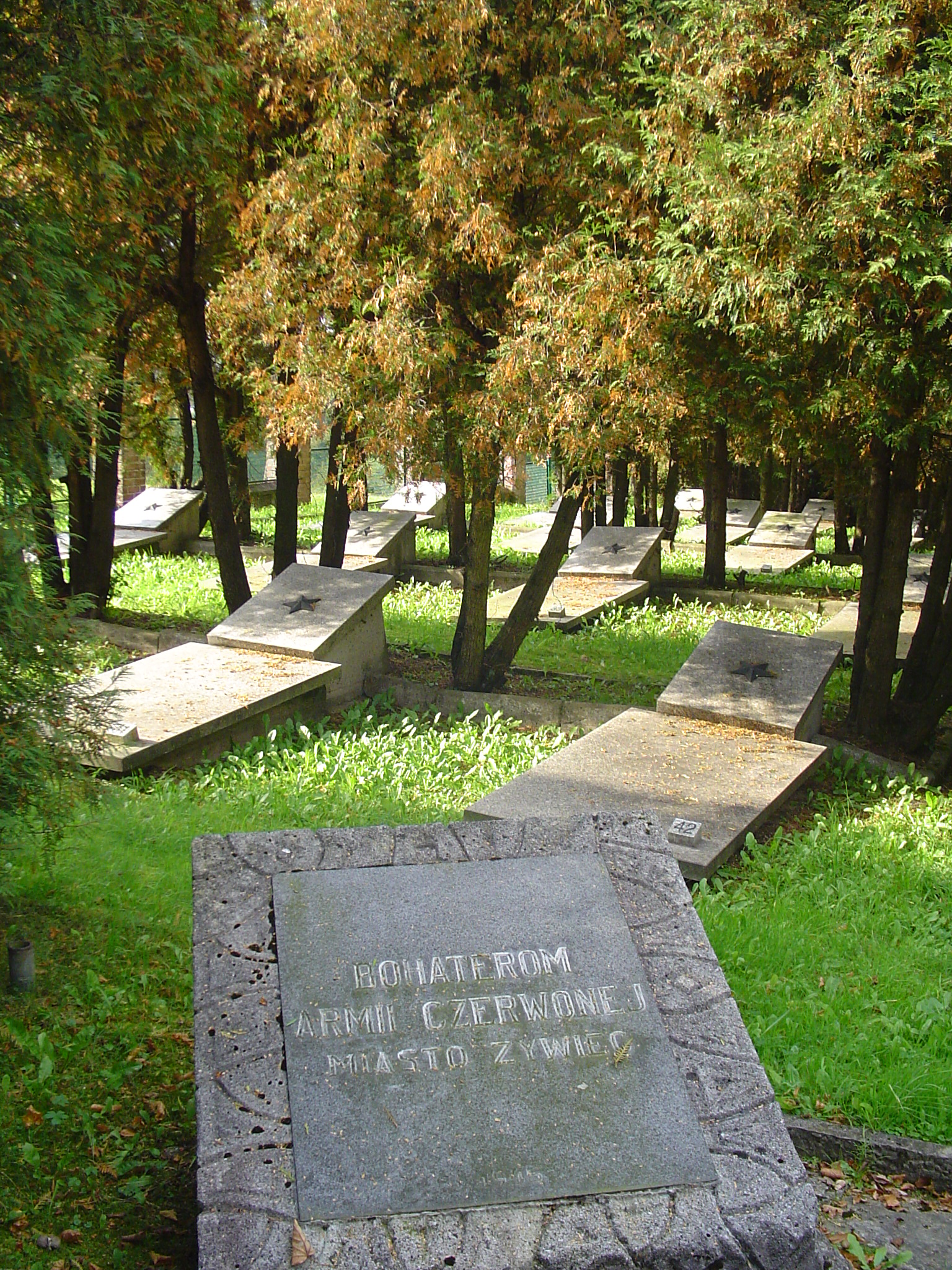
Friedhof der Roten Armee